# Neomoorea
Neomoorea é um género botânico pertencente à família das orquídeas (Orchidaceae).